# Trest smrti ve Spojených arabských emirátech
Trest smrti ve Spojených arabských emirátech je legální forma trestu. Podle místního práva lze trest smrti udělit za několik zločinů a jediným legálním způsobem popravy je zastřelení popravčí četou. Mezi hrdelní zločiny patří velezrada, špionáž, vražda, úspěšné podněcování k sebevraždě duševně nemocné osoby, žhářství s následkem smrti, napadení s následkem smrti, likvidace jaderného odpadu ohrožující životní prostředí, odpadlictví od víry, znásilnění nezletilé osoby, křivá přísaha vedoucí k popravě nevinné osoby, loupež s přitěžujícími okolnostmi, terorismus, ilegální obchod s drogami a připojení se k Islámskému státu v Iráku a Levantě (ISIL). Poslední známá poprava byla v zemi vykonána v roce 2017.

## Významné případy
V roce 1995 upoutal pozornost mnoha lidí žijících ve Spojených arabských emirátech případ filipínské dělnice Sarah Balabagan, která měla údajně zavraždit svého zaměstnavatele v jeho domě v Al-Ajnu. Ona po celou dobu tvrdila, že ho zabila v sebeobraně poté, co se ji pokusil znásilnit. Když se do její případu vložil prezident SAE, byla propuštěna na svobodu a musela zaplatit odškodné. Její právo zůstat v zemi však bylo zrušeno a byla deportována na Filipíny.
Dne 10. února 2011 byl zastřelen popravčí četou Rašíd al-Rašídí, který byl odsouzen za znásilnění a vraždu čtyřletého chlapce Músy Muchtijára na toaletách mešity. K vraždě došlo 27. listopadu 2009. Dne 21. ledna 2014 byl popraven státní příslušník Srí Lanky poté, co byl odsouzen za zabití místního podnikatele tím, že ho přejel autem. V červnu 2015 odsoudil Federální nejvyšší soud Spojených arabských emirátů teroristku Alá Badr al-Hášimí k trestu smrti za vraždu Ibolya Ryana a za plánování uložení "ručně vyrobené bomby" v domě egyptsko-amerického lékaře v Abú Zabí. Žena se trestného činu dopustila v prosinci 2014 a popravena byla za úsvitu 13. července 2015. Dne 23. listopadu 2017 byl popraven Nidál Ísá Abdalláh, který v květnu 2016 znásilnil a zabil osmiletého chlapce. Dne 5. dubna 2022 byla v Abú Zabí odsouzena k trestu smrti odsouzena Izraelka za pašování drog. Její rozsudek byl později odvolacím soudem zrušen a změněn na trest odnětí svobody na doživotí.
V září 2024 měla být popravena Shahzadi Khan, žena indického původu, odsouzená za smrt dítěte. Byla obelhána podvodníkem, který jí slíbil léčbu popálenin a zajištění práce v SAE. Místo toho byla "prodána" rodině v SAE, kde dostala na starost 4měsíční dítě, které v únoru 2024 zemřelo a ona byla "uvězněna a údajně donucena podepsat falešné přiznání". Její otec vyvíjel tlak na indické úřady, aby zasáhly a zachránily jeho dceři život.

## Ukamenování
Od roku 2022 po novele federálního trestního zákoníku již není ve Spojených arabských emirátech legálním způsobem popravy ukamenování. Před rokem 2020 byl tento způsob legální v případech cizoložství a několik lidí bylo skutečně k trestu smrti ukamenováním odsouzeno.